# Mike Enzi
Michael Bradley Enzi ([ˈɛnzi]), detto Mike (Bremerton, 1º febbraio 1944 – Loveland, 26 luglio 2021), è stato un politico statunitense, senatore per lo stato del Wyoming dal 1997 al 2021.

## Biografia
Nato a Bremerton e cresciuto a Thermopolis, dopo che il padre Elmer Jacob rientrò da una missione nella costa Pacifica, dopo essersi laureato alla Scuola Superiore di Sheridan, frequentò la George Washington University e l'Università di Denver.
Entrato in politica con il Partito Repubblicano, Enzi venne eletto sindaco di Gillette nel 1974 e mantenne l'incarico fino al 1982. Tra il 1987 e il 1997 servì all'interno della legislatura statale del Wyoming, finché non venne eletto senatore.
Da allora Enzi venne sempre riconfermato con elevate percentuali di voto. Ideologicamente, Enzi era considerato uno dei membri più conservatori del Congresso. Alle elezioni del 2020 non si è ripresentato ed il suo seggio è stato vinto dalla repubblicana Cynthia Lummis
Di dichiarate origini italiane, faceva parte della Italian American Congressional Delegation.
Muore a seguito di un incidente in bicicletta, dove riporta gravi ferite, all'età di 77 anni.